# ماسكالوتشا
ماسكالوتشا (بالإيطالية: Mascalucia) هي مدينة تقع في مقاطعة كاتانيا في صقلية في إيطاليا ويبلغ عدد سكانها26068 حسب إحصائيات عام 2004م .

## السكان
1. ↑  "Superficie di Comuni Province e Regioni italiane al 9 ottobre 2011" (بالإيطالية). Istituto nazionale di statistica. Retrieved 2019-03-16.
2. ↑   https://demo.istat.it/?l=it. {{استشهاد ويب}}: |url= بحاجة لعنوان (مساعدة) والوسيط |title= غير موجود أو فارغ (من ويكي بيانات) (مساعدة)
3. ↑  GeoNames (بالإنجليزية), 2005, QID:Q830106